# Sandra Chick
Alexandra Chick, ook bekend als Sandy en Sandra, (Burnham Market, 2 juni 1947) is een hockeyster uit Zimbabwe. 
De Zimbabwaanse hockeyploeg kreeg zes weken voor de Olympische Spelen 1980 de gelegenheid deel te nemen aan de spelen, omdat vijf uitgenodigde landen verstek lieten gaan.
Sandy Chick won samen haar tweelingzus Sonia Robertson de olympische gouden medaille. Sandy Chick speelde mee in alle vijf de wedstrijden en maakte in de wedstrijd tegen Oostenrijk één doelpunt.
De spelen van 1980 zijn tot op heden enige deelname van de Zimbabwaanse hockeyploeg aan een wereldkampioenschap of Olympische Spelen geweest.

## Erelijst
- 1980 –  Olympische Spelen in Moskou